# Lenovo, Plovdiv
Lenovo (în bulgară Леново) este un sat în comuna Asenovgrad, regiunea Plovdiv,  Bulgaria. 

## Demografie
Componența etnică a satului Lenovo
     Bulgari (87,66%)
     Romi (10,53%)
     Nicio identificare (1,79%)
     Altele (0%)
La recensământul din 2011, populația satului Lenovo era de 389 locuitori. Din punct de vedere etnic, majoritatea locuitorilor (87,66%) erau bulgari, cu o minoritate de romi (10,53%). Pentru 1,79% din locuitori nu este cunoscută apartenența etnică.